# Carlo d’Ottavio Fontana

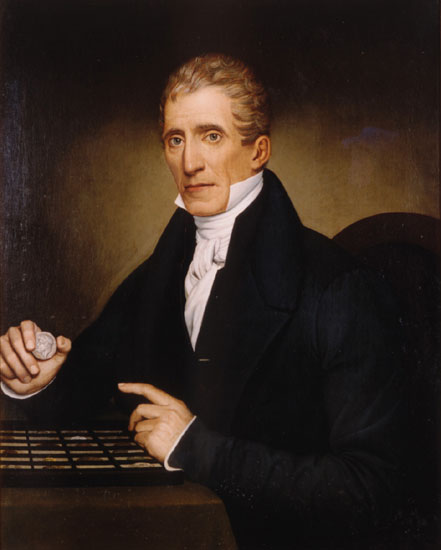
Carlo d’Ottavio Fontana, Porträt von Giuseppe Tominz im Museo Revoltella – Galleria d’Arte Moderna, Triest, 1832

Carlo d’Ottavio Fontana (* 22. September 1774 in Castel San Pietro; † 29. November 1832 in Triest) war ein Schweizer Geschäftsmann und Sammler.

## Leben
Geboren im heutigen Kanton Tessin in der Schweiz, zog Fontanas Familie 1777 nach Triest, wo sein Vater einen Auftrag zur städtebaulichen Entwicklung des «colle di Scorcola» gewinnen konnte. Auf historischen Siedlungsstätten zogen die Bauarbeiten archäologische Ausgrabungen mit sich, für welche sich Fontana mit zunehmendem Alter begeisterte. Fontana betrieb zunächst eine Apotheke, die er 1807 verkaufte. 1808 eröffnete er ein Handelshaus für internationale Geschäftsbeziehungen (das heutige «Casa Fontana»). Wenig später wurde er Mitglied der Triester Börse, etablierte sich im Triester Handelsstand und gelangte zu Wohlstand. Dies ermöglichte es ihm, mit der Zeit eine bedeutende Sammlung an etruskischen Vasen, archäologischen Objekten und antiken Münzen aufzubauen.
Fontanas Münzsammlung wuchs (auch durch den Aufkauf fremder Sammlungen) zu einer der bedeutendsten Sammlungen griechischer und römischer Münzen seiner Zeit und soll 40'000 Münzen umfasst haben. Teile der Sammlung wurden von Domenico Sestini in drei Bänden katalogisiert.
Fontana hatte einen Sohn, Antonio (1809–1886). Dessen Sohn hiess ebenfalls Carlo Ottavio (1837–1896).

## Sammlung
- Domenico Sestini: Descrizione d’alcune medaglie greche del Museo del signore Carlo d’Ottavio Fontana di Trieste. Drei Bände. Piatti, Florenz 1822–1829 (Digitalisate: Band 1, Band 2, Band 3).

## Schriften
- mit Joseph von Hammer-Purgstall: Copie figurée d’un rouleau de papyrus trouvé en Égypte. Strauss, Wien 1822.
- Descrizione della Serie Consolare del Museo di Carlo d’Ottavio Fontana di Trieste fatta dal suo Possessore. Piatti, Florenz 1827, (Digitalisat).
- Illustrazione d’una Serie di Monete dei Vescovi di Trieste fatta dal suo Possessore. Weis, Triest 1832, (Digitalisat).